# Dammtjärnen (Ytterhogdals socken, Hälsingland)
Dammtjärnen är en sjö i Härjedalens kommun i Hälsingland och ingår i Ljusnans huvudavrinningsområde.